# Прибужский карьер
Прибужский (Прибугский) карьер — каменный карьер, расположенный  возле посёлка Прибужье Доманевского района Николаевской области (Украина). Карьер работает с 1970 года на правом берегу реки Южный Буг.

## Общие сведения
В 1964 году на месте будущего карьера был построен завод по производству фракционного щебня. Спустя 7 лет на его месте был открыт карьер для добывания камня гранитов. Сегодня на общей площади 40 га каждый год добывается 400 000 м³ щебня всех фракций.

## География
Прибужский карьер расположен в живописной местности – на берегу реки Южный Буг, одной из самых больших и полноводных рек Украины, на территории ландшафтного парка Гранитно-Степное Побужье. Своё название карьер получил благодаря близкому расположению к поселку Прибужье.

## Полезные ископаемые
На сегодняшний день на Прибужском карьере добываются следующие ископаемые: граниты и лекократовые граниты кировоградско-ингульского типа, чарнокиты, мигматиты, свежие и затронутые выветриванием.

## Значение для строительства и промышленности
Прибужский карьер имеет важную роль для строительной и промышленной отраслей Украины. На нём добывается продукция для производства бетона, возведения жилых зданий и строительства дорог.
Материалы, добываемые  на каменном карьере, имеют первый класс радиационного качества. Это позволяет использовать их для строительных и промышленных объектов любого назначения.